# (500066) 2011 UO314
(500066) 2011 UO314 es un asteroide perteneciente al cinturón de asteroides, descubierto el 6 de enero de 2006 por el equipo del Mount Lemmon Survey desde el Observatorio del Monte Lemmon, Arizona, Estados Unidos.

## Designación y nombre
Designado provisionalmente como 2011 UO314.

## Características orbitales
2011 UO314 está situado a una distancia media del Sol de 2,169 ua, pudiendo alejarse hasta 2,371 ua y acercarse hasta 1,967 ua. Su excentricidad es 0,092 y la inclinación orbital 2,572 grados. Emplea 1167,34 días en completar una órbita alrededor del Sol.

## Características físicas
La magnitud absoluta de 2011 UO314 es 18,7.